# Austrammo monteithi
Austrammo monteithi är en spindelart som beskrevs av Norman I. Platnick 2002. Austrammo monteithi ingår i släktet Austrammo och familjen Ammoxenidae. Inga underarter finns listade.